# 內衣膠帶
內衣膠帶，也稱為乳溝膠帶、時尚膠帶、禮服膠帶和乳頭膠帶，是一種衣服上使用的雙面膠帶，用於一般貼在無袖洋裝的上方、乳溝上方、乳房的兩側，目的是使衣服可以固定在適當的位置，避免因衣服滑落而走光。它也可能被稱為假髮膠帶，這是一種類似的雙面膠帶，用於不同的功能（固定假髮）。
有些使用者，例如選美比賽參與者和跨性別者，透過在乳房下方和上方使用膠帶，向前彎曲，將它們緊緊地拉在一起並向上，從而形成乳溝。所使用的膠帶種類包括外科微孔膠帶及運動膠帶。有些人也會在乳房下方使用吸塑繃帶，兩端用膠帶將其固定到位。使用錯誤的技術或黏合力太強的膠帶可能會導致皮疹、水泡和皮膚撕裂等傷害。